# Салоніки (вілаєт)
40°39′ пн. ш. 22°54′ сх. д. / 40.65° пн. ш. 22.9° сх. д.
Салонікийський вілаєт (осман. ولايت سلانيك) — вілаєт Османської імперії, що розташовувався у балканській частині. Утворений 1867 року замість Салонікийському еялету з площею 33,500 км². Припинив своє існування в результаті Першої Балканської війни.

## Історія
У 1867 році в рамках реформи Танзімату Салонікійський елаєт було перетворено на вілаєт. Адміністративним центром залишилося місто Салоніки. Доволі швидко перетворилося на важливу провінції на Балканах. Цьому сприяло вигідне розташування на узбережжі Егейського моря та значна кількість мусульман, які сприяла зміцненню султанської влади. У 1869—1874 роках випускалася газета «Селанік» болгарською, турецькою, грецькою та латинською мовами.
Після поразки у війні з Російською імперією у 1877—1878 роках важливість вілаєту ще збільшилася з огляду на утворення Болгарського князівство, де фактично панували росіяни. Тому відбувається зміцнення меж вілаєту Салоніки, де споруджуються фортеці та зміцнюються оборонні лінії. 1881 року з вілаєту Архіпелаг передано острів Тасос до складу вілаєту Салоніки.
У 1893 році в Салоніках було створено Внутрішню македонсько-одринська революційну організацію, завдання якої було повалення османської влади та утворення Великої Болгарії. 1903 року вона організувало Ілінденське повстання, що охопило деякі кази (райони) у заході вілаєту.
У 1908 році вілаєт Салоніки разом з Монастирським вілаєтом став одним з центрів руху молодотурків. 1908 року в Салоніках та великих містах вілаєту почалися виступи та повстання, що підтримали Молодотурецьку революцію, яка вибухнула в Македонії.
У 1912 році територія Салонікійського вілаєту стало місцем битв часів Першої балканської війни. Протягом того ж року вілаєт захоплено болгарськими та грецькими військами. За Лондонським договором 1913 року османська імперія відмовилася від цим володінь. Вілаєт припинив своє існування. Втім за його землі точилася боротьба у Другій балканській війні.

## Структура
Вілаєт складався з 4 санджаків:
- санджак Салоніки мав 13 кази: Салоніки, Кесендіре, Караферьє, Водіна, Єнідже-і Вардар, Лангаза, Килкиш, Катрін, Айнароз, Дойран, Устурумджа, Тіквеш, Гевгелі.
- санджак Сіроз — 7 кази: Сіроз, Зіхне, Демірхізар, Разлик, Кума-ї Бала, Менлик, Неврекоп
- санджак Драма — 5 кази: Драма, Кавала, Сарішабан, Правіште, Дьовлен.
- санджак Тасос (без кази).

### Валі
- Мехмед Акіф Паша (1867—1869)
- Мехмед Сабрі Паша (1869—1871)
- Кекімбаші Ісмаїл Паша (1871—1872)
- Гуршид Паша (1872)
- Кучук Омар Февзі Паша (1872—1873)
- Мехмед Акіф Паша (1873)
- Ахмед Мідхат Сефік Паша (1873—1874)
- Кучук Омар Февзі Паша (1874—1875)
- Байдар Мехмед Репет Паша (1875—1876)
- Мустафа Есреф Паша (1876—1877)
- Черкез Нусрет Паша (1877)
- Ібрагім Халіл Паша (1877—1878)
- Халіл Ріфат Паша (1878—1880)
- Абаддін Паша (1880)
- Лафалі Ібрагім Дервіш Паша (1880—1882)
- Ізмаїл Хаккі Паша (1882—1885)
- Хасан Хаккі Паша (1885—1886)
- Абдулла Галіб Паша (1886—1891)
- Мустафа Зіхні Паша (1891—1895)
- Гасан Фехмі Паша (1895)
- Гусейн Різа Паша Рамазаноглу (1896—1899)
- Хаджи-Хасан Рефік Паша (1899—1901)
- Бірен Махмуд Тевфік-бег (1901—1902)
- Хасан Фехмі Паша (1902—1904)
- Мехмед Шериф Рауф Паша (1904—1908)
- Алі Даніс-бег (1908—1909)
- Ібрагім Хайрулла-бей Пірізаде (1909—1912)
- Кадрі Гусейн Касим-бей (1912)
- Алі Ферид Паша (1912)

## Населення
На 1911 рік у вілаєті мешкало 1 347 915 осіб, втім ці цифри не зовсім точні. З них 446 050 були болгарами, 333,4 тис. — турками, 168,5 тис. — греками, 98 590 — помаками, 55 320 — жидами, 24 970 — арумунами, 22,2 тис. — циганами-мусульманами.

## Економіка
Був однією з однією з провінцій імперії, де розвивалася промисловість динамічними темпами. Розвитку економіки сприяло прокладання у 1888 році залізниці Салоніки — Стамбул, а у 1896 році Салоніки — Белград, що зв'язали міста вілаєту з Центральною Європою. У 1890-х роках французькі компанії реконструювали Салонікський порт, що розширило його можливості.
Впровадження сучасних технологій призвело до зменшення традиційних ремесел та засобів виготовлення продукції. Так, від 1870 до 1890 року кількість ручних ткацьких верстатів зменшилося з 2125 до 16 500. Водночас швидкими темпами споруджуються сучасні фабрики. Лише у 1878—1883 роках зведено 30 заводів і фабрик, зокрема лікеро-горілчаний і мильні заводи, меблеві, прядильні фабрики, млини. Водночас, не витримавши конкуренції, майже припиняється шовкове виробництво.
Завдяки звільненню від податків вілаєт до 1890-х років перетворюється на важливий центр текстильної промисловості, значних обсягів досягло виробництва вовняних і бавовняних тканин. Більшість продукції вирушала до Янінського, Монастирського, Косовського, Шкодерського вілаєтів та Архіпелагу, князівств Сербія та Болгарія. При цьому зароджується робітничий рух (1904 року відбувся перший страйк у Салоніках), невдовзі працівники фабрик (переважно болгари та греки) об'єднуються у профспілки, які у 1910 році об'єдналися у Федерацію соціалістичних робітників (поєднала 14 профспілок).
Значною галуззю також залишалося землеробство, яким займалися переважно турки і арумуни. Вілаєт стає значним постачальником тютюну (як на внутрішній ринок, так й до європейських країн).